# Hens Verschuren

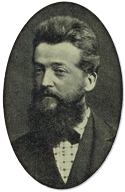
H. A. Verschuren

Hendrikus Antonie (Hens) Verschuren (Dreumel, 20 januari 1844 – Haps, 19 november 1918) was een hoofdonderwijzer in Haps, die eerst als hobby en later beroepsmatig rozen ging kweken. Hij kruiste ook verschillende rozen en een van zijn bekendste creaties is de cultivar 'Etoile de Hollande'.

## Biografie
Hens Verschuren werd op 20 januari 1844 in Dreumel geboren. In 1867 kwam hij naar Haps als hoofd van de dorpsschool. Hij was getrouwd met Johanna Huberdina Heesen (1858-1929). In Haps begon hij in zijn vrije tijd met het kweken van rozen, aanvankelijk in een kas tegen het schoolgebouw in de Kerkstraat. Het kweken van rozen hield hem steeds meer bezig en in 1875 begon hij een rozenkwekerij op een stuk landbouwgrond nabij de Schans. Hij schreef een boek over het kweken en verzorgen van rozen dat in 1888 verscheen onder de titel De Roos.
De kwekerij begon na enkele jaren sterk te groeien. Vanaf 1899 stopte hij met lesgeven en wijdde zich volledig aan het kweken van rozen. Zijn drie zonen Jac., Toon en Hens Verschuren jr. werkten ook in de rozenkwekerij, die zich inmiddels H.A. Verschuren & Zonen noemde. Hens Verschuren begon pas laat in zijn leven met het veredelen van rozen en met onder andere de roos 'Etoile de Hollande' behaalde hij grote successen. Op 19 november 1918 overleed Hens Verschuren. In totaal creëerde hij 34 rozenhybriden.
In mei 1918 hadden zijn drie zoons Jac, Toon en Hens Verschuren jr. de kwekerij van hun vader overgenomen. De zonen van Verschuren oriënteerden zich op nieuwe rozen. De eerste nieuwe roos van het bedrijf was de roos 'Souvenir de H.A. Verschuren', ter nagedachtenis aan hun vader. In 1919 overleed ook Toon, zodat het bedrijf werd voortgezet door nog maar twee broers. In 1931 begon Jac. Verschuren voor zichzelf onder de naam Fa. Jac. Verschuren-Pechtold. Beide kwekerijen bestaan nog steeds, gedreven door nazaten van de oprichter Hens Verschuren.

## Rozen van Hendrikus Antonie (Hens) Verschuren (selectie)

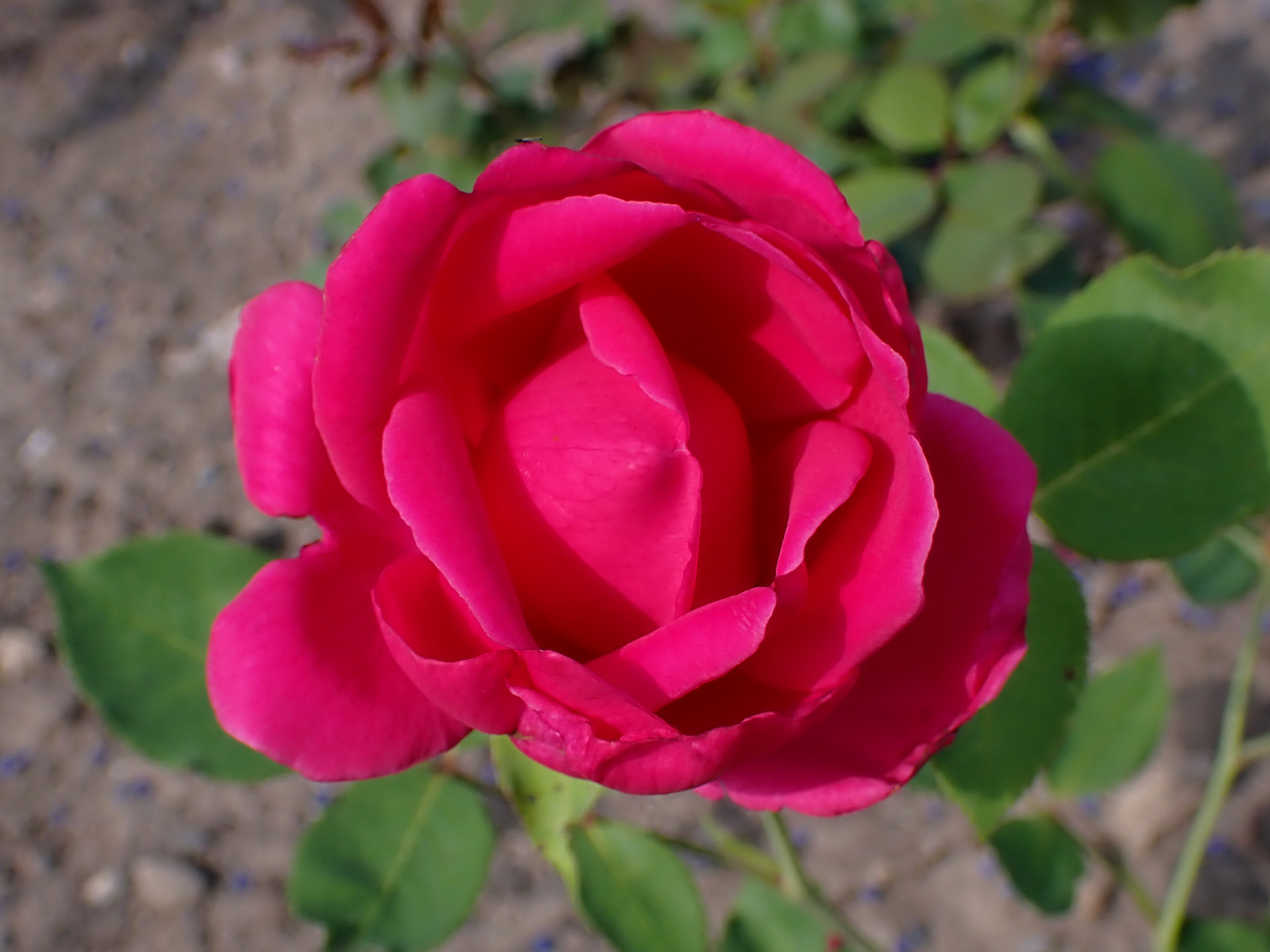
'General von Bothnia-Andreae', 1900
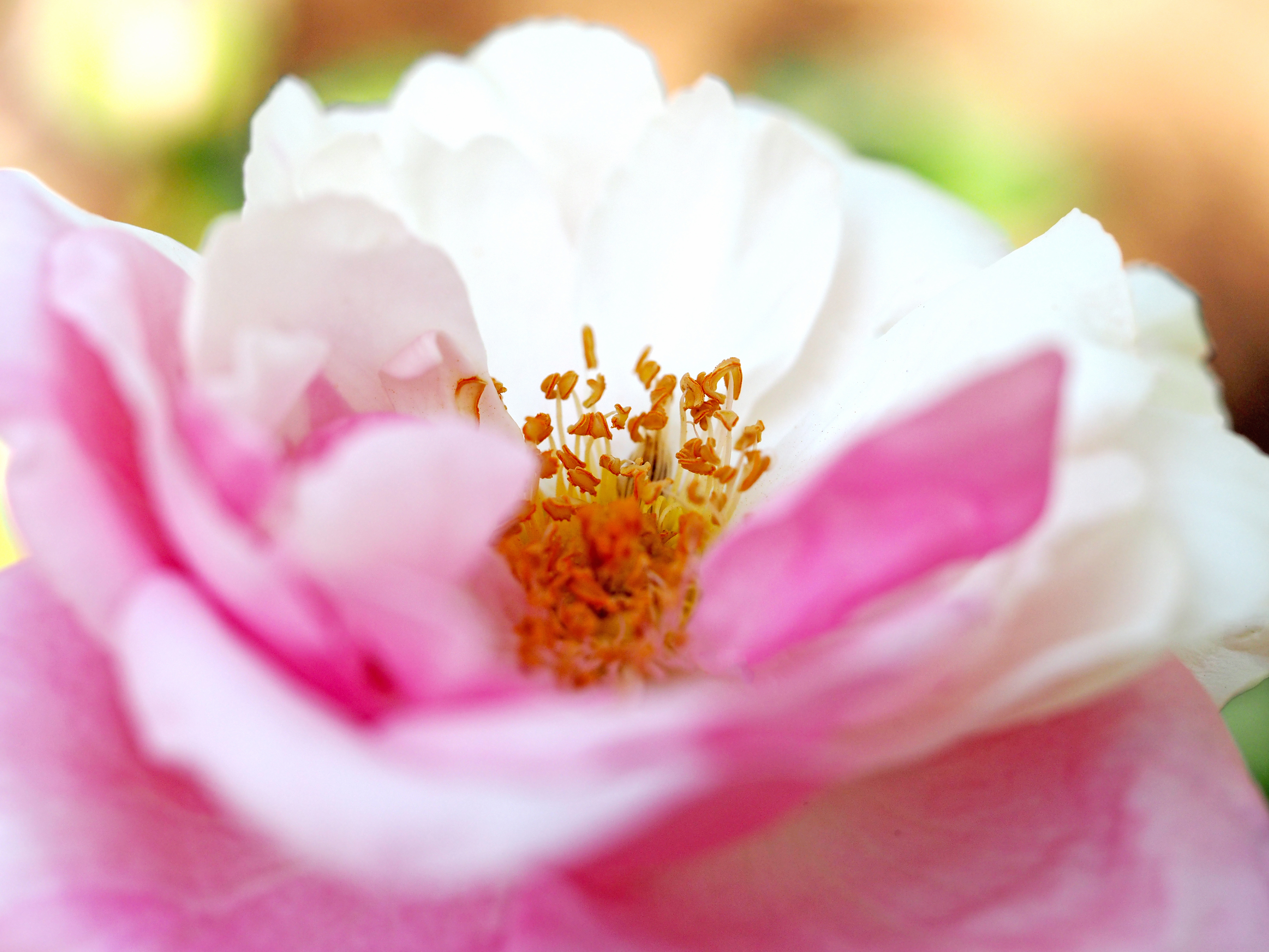
'Verschuren', 1904
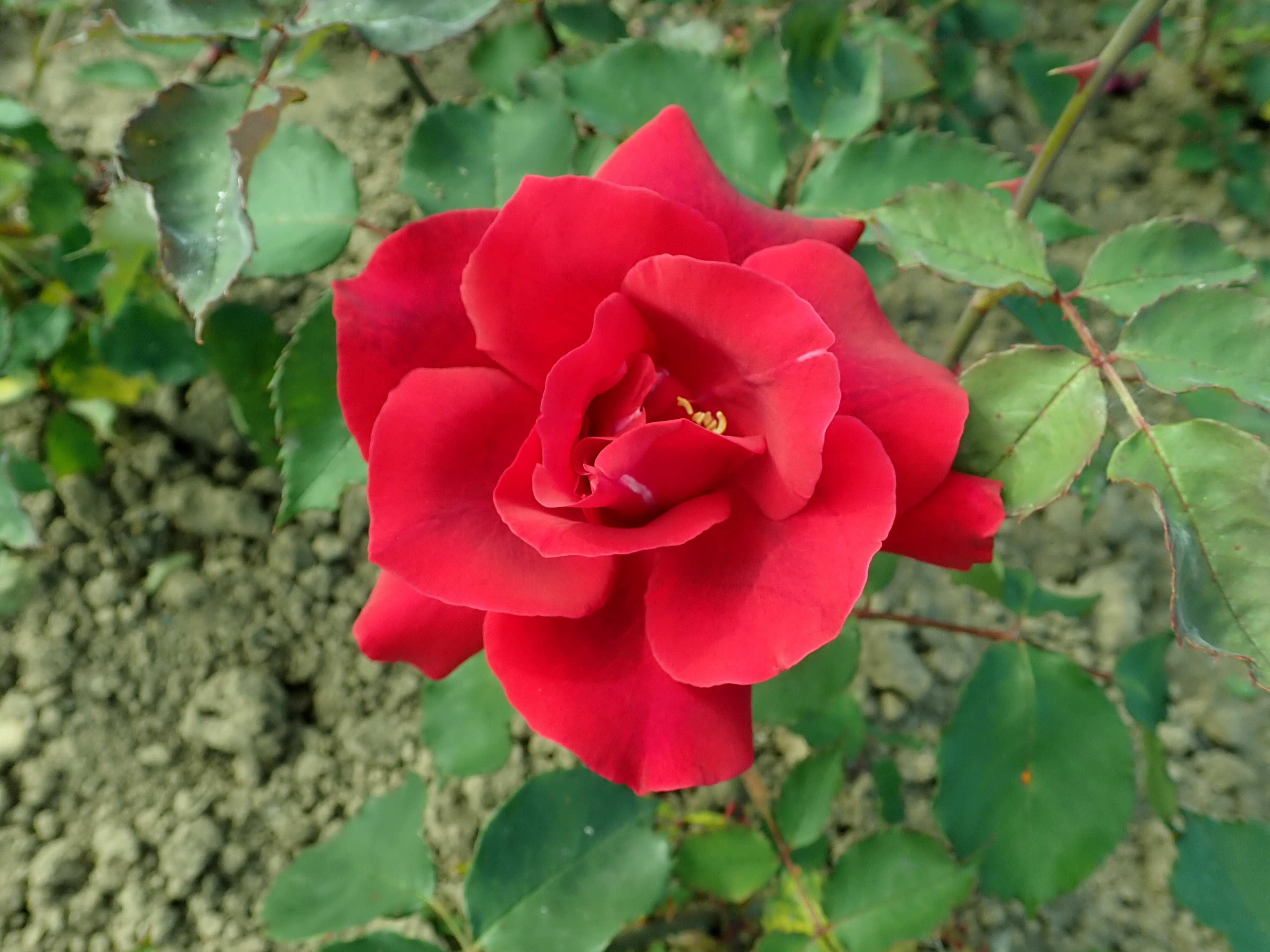
'Étoile de Hollande', voor 1919
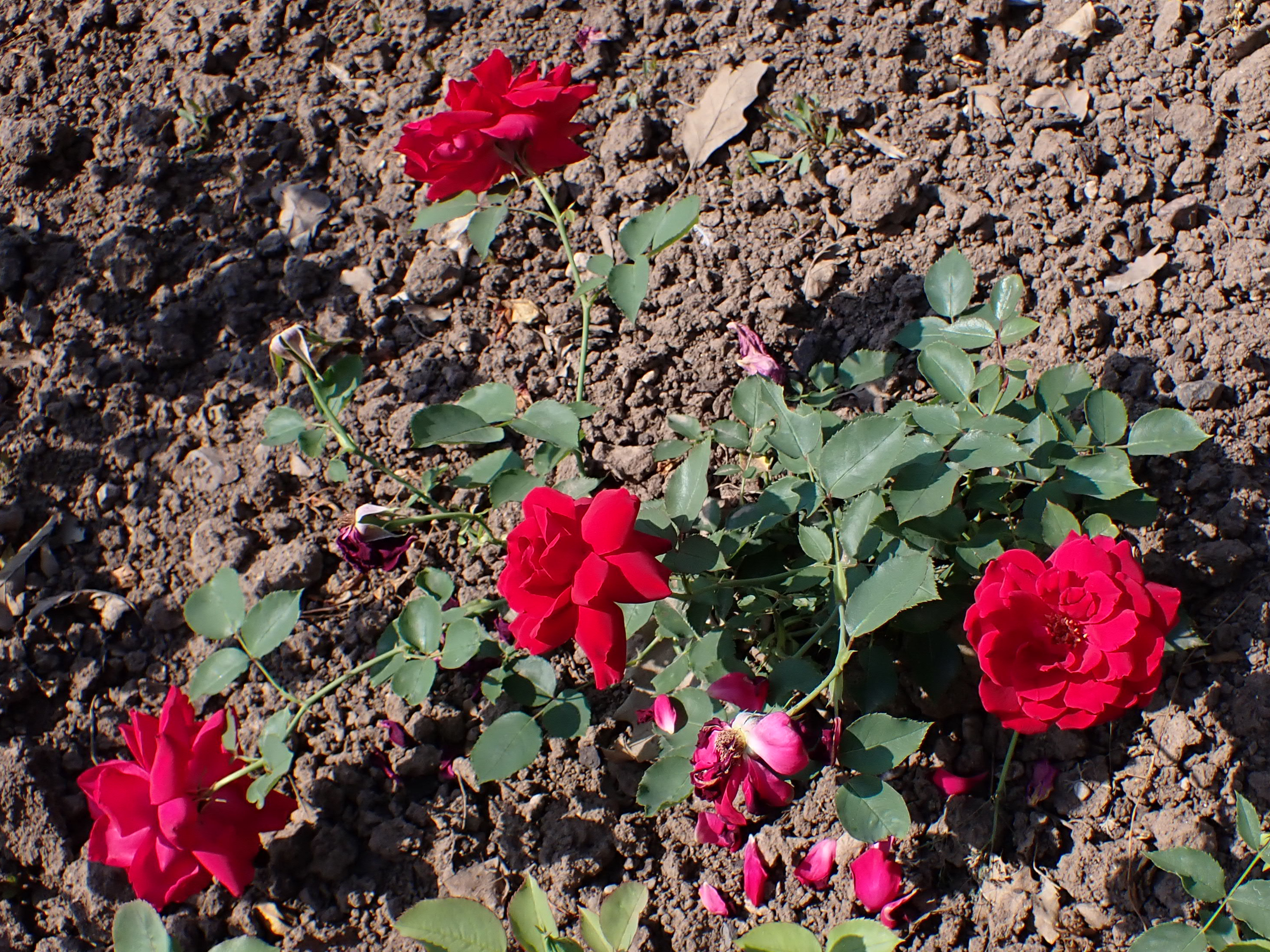
'Miss C. E. van Rossem', 1919